# Арче, Хорхе

Портрет Марии (1938), Государственный музей изящных искусств, Гавана

Хорхе Арче (исп. Jorge Arche, 1905, Санто-Доминго — 1956, Кадис) — кубинский художник, представитель поколения 1930-х годов «La vanguardia».

## Биография и творчество
Хорхе Арче получил формальное художественное образование в двух художественных академиях в Гаване (в том числе в академии Сан-Алехандро, через которую прошли многие крупные кубинские художники, но не закончил её), однако его взгляды сформировались в основном под влиянием художников Виктора Мануэля Гарсии и Аристидеса Фернандеса.
В 1935 и 1938 годах Арче получил премии на первых двух Салонах живописи и скульптуры в Гаване. В 1937 году выполнил фреску в колледже для учителей Санта-Клара. В том же году прошла его первая персональная выставка в Гаванском Лицее.
Арче получил известность уже в 1930-е годы благодаря своим портретам, выполненным в ярких тонах, под явным влиянием классической живописи. Он считается ведущим кубинским портретистом своего поколения. В 1940-е годы он познакомился с итальянской и нидерландской живописью Возрождения, что привело его к композициям, приближенным к классической живописи, часто помещая героев своих произведений в идеальный пейзаж (что символизирует уход от реальности).
В 1977 году на Кубе была выпущена почтовая марка в честь художника.
Хорхе Арче посвящена часть стихотворения канадского поэта Дэвида Уильяма МакФаддена «The Death of Greg Curnoe».